# Jim Burke
Jim Burke Jr. é um produtor cinematográfico americano. Graduado na Universidade de Minnesota, fundou a Rysher Entertainment, que posteriormente angariou projetos para a Fox Searchlight Pictures.
Ao longo de sua carreira, produziu filmes aclamados como The Savages, The Descendants, Cedar Rapids e, por último, Green Book, que lhe rendeu indicação ao Óscar 2019 na categoria de Melhor Filme.